# Garderobiér (film, 1983)
Garderobiér (The Dresser) je britský hraný film z roku 1983, který režíroval Peter Yates podle stejnojmenné divadelní hry z roku 1980. Film popisuje vztahy v divadelní skupině.

## Děj
Uprostřed operace Blitz se divadelní skupina hrající shakespearovy hry vydává na turné z Londýna do Bradfordu. Garderobiér Norman se stará o šéfa skupiny – Sira, který je na jedné straně brilantní herec, na druhé straně tyran. Je nespokojen s výkonem ostatních herců, které považuje za podřadné neumětely. První představení, které má být odehráno, je Král Lear. Sir se psychicky zhroutí a zdá se, že představení bude muset být odvoláno. Norman se ze všech sil snaží dostat Sira na jeviště. Ten předvede před vyprodaným divadlem mimořádný výkon, ale po odchodu ze scény umírá, takže ohlášené další představení Richarda III. se už neodehraje. Norman zjišťuje, že se mu zhroutil celý jeho dosavadní svět.

## Obsazení
| Albert Finney    | Sir               |
| Tom Courtenay    | Norman            |
| Edward Fox       | Oxenby            |
| Zena Walker      | mylady            |
| Eileen Atkins    | Madge             |
| Michael Gough    | Frank Carrington  |
| Cathryn Harrison | Irene             |
| Betty Marsden    | Violet Manning    |
| Sheila Reid      | Lydia Gibson      |
| Lockwood West    | Geoffrey Thornton |
| Donald Eccles    | Gladstone         |
| Llewellyn Rees   | Horace Brown      |
| Guy Manning      | Benton            |
| Anne Mannion     | Beryl             |
| Kevin Stoney     | C.C. Rivers Lane  |
| Ann Way          | paní Whiteová     |
| John Sharp       | Bottomley         |

## Ocenění
- Berlinale: cena C.I.D.A.L.C., Stříbrný medvěd pro nejlepšího herce (Albert Finney)
- Oscar: nominace v kategoriích nejlepší film, nejlepší režie (Peter Yates), nejlepší herec v hlavní roli (Tom Courtenay, Albert Finney) a nejlepší adaptovaný scénář (Ronald Harwood).
- Zlatý glóbus: nominace v kategoriích nejlepší mužský herecký výkon - drama (Tom Courtenay, Albert Finney), nejlepší režie (Peter Yates), nejlepší cizojazyčný film a nejlepší scénář (Ronald Harwood)
- BAFTA: nominace v kategoriích nejlepší film, nejlepší režie (Peter Yates), nejlepší herec v hlavní roli (Tom Courtenay, Albert Finney),  nejlepší herečka ve vedlejší roli (Eileen Atkins), nejlepší adaptovaný scénář (Ronald Harwood) a nejlepší make up (Alan Boyle)